# Microstock-Agentur
Als Microstock-Agentur werden Bildagenturen bezeichnet, die Stockfotografien über das Internet zu günstigen Konditionen anbieten. Sie unterscheiden sich von herkömmlichen Agenturen erstens durch den Erwerb der Fotografien über das Internet, zweitens durch die Aufnahme eines breiteren Spektrums von Fotografen – auch von Amateurfotografen – und drittens durch das niedrige Preisniveau. Die Preise für einzelne Bilder schwanken erheblich. War der ursprüngliche Gedanke von Microstock auch ein Micropayment von wenigen Cent, liegen die Kosten pro Bild tatsächlich durchschnittlich etwa bei 2 bis 5 € für eine Webauflösung. Neben Fotografien werden über dieses Geschäftsmodell inzwischen auch Audio- und Videodateien verkauft.
Bilder, die bei Microstock-Agenturen bestellt werden können, zeichnen sich in der Regel durch das Royalty-free-Lizenzmodell oder die editoriale Nutzung des Bildmaterials aus. „Das heißt, dass die betreffenden Bilder von dem Kunden nicht exklusiv erworben werden können. Fotos, die so lizenziert werden, bleiben im Umlauf, sie werden immer und immer wieder verkauft.“
Bruce Livingstone eröffnete mit iStockphoto die erste Microstock-Agentur, die 2006 von der größten Fotoagentur Getty Images für 50 Mio. US-Dollar aufgekauft wurde.

## Microstock-Agenturen (Auswahl)
- 123RF
- iStock (Getty Images)
- Fotolia (Adobe)
- Shutterstock